# ベイリー乳幼児発達検査
ベイリー乳幼児発達検査（ベイリーにゅうようじはったつけんさ、英語：Bayley Scales of Infant Development (BSID)）は、アメリカ合衆国の心理学者であるナンシー・ベイリーによって開発された標準的な検査であり、生後1〜42か月の乳幼児の発達を評価するために主に使用される。現行バージョンはBISD-IIIであり、Bayley-IVは2019年9月にリリースした。45分から60分程度かけて発達指数（DQ）を算出する。定型発達の児と比較して、乳幼児のパフォーマンスを決定する。

## 開発
初版の前に、乳児の累積発達試験にどの変数を含めるべきかを決定するための調査が行われた。 1965年にベイリーは1〜15か月の幼児の精神的および運動テストのスコアを調べる実験を行った。性別 、出生順、地理的位置、および両親の教育水準に基づく比較では、有意な差がなかった。人種差についても精神発達では有意な差がなかったが、運動発達ではアフリカ系アメリカ人の乳幼児のスコアが白人の乳幼児よりも高かった。   

## 初版（1969〜1993）
1983年、低リスクの母子25組が参加して、母子の特性からベイリー乳児発達検査（BSID-I）の精神発達のメンタルスケールにおける21か月児のパフォーマンスを予測する研究が行われた。 母親の教育レベル、応答性の高い母親の態度、3か月間の笑顔とアイ・コンタクトが、BSID-Iの精神発達のパフォーマンスに影響した。 

## 第2版（1993〜2006）

### 妥当性の評価
研究者らは、超低出生体重児の学齢期の認知機能に対するBSID-IIの精神発達指数（MDI）の予測的妥当性を評価した。オハイオ州クリーブランドにあるRainbow Infants and Children's Hospitalの新生児集中治療室に入院した超低出生体重児344人のBSID-IIのデータが、1992年から1995年にかけて調査された。精神発達指数の低値は学齢期の認知機能に関する予測妥当性は乏しいが、神経感覚障害を持つ超低出生体重児の子供にとっては比較的良いことがわかった。

## 第3版（2006〜2019）

### 改善点
BSID-IIIは、前の版同様、乳幼児の発達機能を個別に評価するために用いられる。また、発達遅延の可能性を同定し、包括的な介入を計画する際に強いところ弱いところを専門家に伝え、乳幼児の発達経過をモニタリングする方法を提供する。 
BSID-IIが精神・運動・行動の3つのスケールを提供したのに対し、BSID-IIIでは認知・言語・運動・社会的感情・適応行動の5つのスケールを提供した。     